# Drepanogynis nigrapex
Drepanogynis nigrapex là một loài bướm đêm trong họ Geometridae.